# Arquidiócesis
Una arquidiócesis o archidiócesis es, en la Iglesia latina, una diócesis con un rango superior a las convencionales. El título es un nombre honorífico y de él se deduce que su obispo sea denominado arzobispo. En las Iglesias orientales católicas, las arquidiócesis se denominan archieparquías.

## Diócesis sufragáneas
La arquidiócesis suele presidir sobre un grupo de diócesis de una región, las cuales son conocidas como «sufragáneas», pero la incidencia del arzobispo en la vida de dichas diócesis es más de preeminencia que de injerencia, a menos que existan razones de fuerza mayor para ello como la imposibilidad de un obispo a regir la vida de su diócesis. No todas las archidiócesis tienen diócesis sufragáneas (por ejemplo, la Archidiócesis Castrense de España, no tiene porque no es una arquidiócesis territorial).

## Razón de la elección del título
El título de «arquidiócesis» o «archidiócesis» lo da la Santa Sede y existen numerosas razones para ello. Las más importantes son:
1. La diócesis tiene una larga tradición histórica.
2. La diócesis tiene por territorio una importante región urbana de un país.

## El pastor
Por lógica, el obispo recibe el título de «arzobispo» y este constituye un cuerpo administrativo que dirige la labor eclesial de la archidiócesis. El arzobispo es nombrado solo por el papa y está bajo supervisión directa de este (a diferencia de los obispos convencionales).

## Clasificación
De las 629 arquidiócesis existentes en todo el mundo, 547 son metropolitanas. Las arquidiócesis metropolitanas fueron creadas en el siglo V en la capital de cada provincia del Imperio romano, siendo su jefe un arzobispo metropolitano. Cada arquidiócesis metropolitana es cabeza de una provincia eclesiástica, la cual comprende normalmente otras jurisdicciones, llamadas sufragáneas de la arquidiócesis metropolitana.
En las Iglesias orientales católicas, existen cuatro archieparquías que encabezan las cuatro Iglesias archiepiscopales mayores:
- Archieparquía mayor de Ernakulam-Angamaly, de la Iglesia católica siro-malabar.
- Archieparquía mayor de Făgăraș y Alba Iulia, de la Iglesia greco-católica rumana.
- Archieparquía mayor de Kiev-Galitzia, de la Iglesia greco-católica ucraniana.
- Archieparquía mayor de Trivandrum, de la Iglesia católica siro-malankara.

Las otras 78 arquidiócesis se denominan arquiepiscopales.